# Piet Fuchs
Piet Fuchs (* 1964 in Brühl) ist ein deutscher Schauspieler, DJ, Autor, Filmemacher, Independent-Produzent, Sprachdozent und Moderator. Er ist Mitglied des losen Zusammenschlusses Kölner Gruppe.

## Leben
Piet Fuchs ist das zweite von drei Kindern des Bauingenieurs Diether Fuchs und der Lehrerin Heidi Fuchs (geb. Ziegler). Er wuchs in Köln (1964–1965), Abu Simbel (Ägypten, 1965–1968), Hamburg (1968–1972), Fray Bentos (Uruguay, 1972/73), wieder Köln (1973/74) und Koblenz (1974–1983) auf, wo er 1983 sein Abitur ablegte und anschließend seinen Zivildienst im Pflegebereich absolvierte. Seit 1985 lebt er in Köln. Von 1985 bis 1993 studierte Piet Fuchs an der Universität zu Köln Philosophie, Germanistik und VWL (Magisterabschluss 1993 über die Zitaten-Welt des Alexander Kluge – als Text und Video).
Von 1990 bis 2000 lernte Piet Fuchs bei diversen Schauspiellehrern (u. a. bei Keith Johnstone am Loose Moose Theatre, John Costopoulos am Actors Studio in New York und Jim Boerlin im Berghof Actors Studio N.Y. sowie bei den Regisseuren Arno Kleinofen und Thomas Ulrich). Er wurde 1995 bis 1997 vom Artistiktheater Luftkuss als Clown engagiert und spielte in der Produktion Wenn Herzen fliegen eine Hauptrolle als Stummfilmregisseur.
1992/93 leitete Fuchs die Filmwerkstatt und das Uni-Kino der Studiobühne + Filmwerkstatt der Universität Köln. Dort inszenierte er von 1989 bis 1993 mit Frank Tönsmann seine ersten Kurzfilme — darunter Der Kameramann, Zwergenblut 2 und die Fake-Doku Es gibt nichts zu bereuen – Die Filme des Helmut Weidling —, die auf Festivals und teilweise im Fernsehen gezeigt wurden. Parallel begann er, im Filmclub 813 mitzuwirken.
1993 gründete Fuchs mit den Filmemachern und Autoren Susanne Böhm, Christoph Weber, Frank Tönsmann, Dirk Steinmeyer, Kawe Vakil, Roger Schmelzer die CutCologne-Filmproduktion und produzierte u. a. zusammen mit Frank Tönsmann den Kinofilm Etwas ist immer (Regie: Christoph Weber), der 1994 auf den Internationalen Hofer Filmtage und 1995 dem Göteborg International Film Festival lief.
1995 bis 1997 studierte Piet Fuchs Drehbuch, Regie und Filmkunst an der Kunsthochschule für Medien Köln (KHM; Post-Graduierten-Studium) und gründete die Produktionsfirma next movie film-web-music-tv production. Seine KHM-Abschlussarbeit, das Kurzfilm-Musical Liebe ist Geschmacksache (Co-Regie: Bernhard Marsch), lief auf einigen Filmfestivals und eigenem Bekunden zufolge im Fernsehen und ist Teil eines Kurzfilmprogramms der Kölner Gruppe.
Fuchs wird als Schauspieler von der Kölner Agentur Zentralbüro vertreten

## Filmographie (Auswahl)

### Als Schauspieler

#### Kinofilme
- 1994: Etwas ist Immer (auch Produzent)
- 2001: Gott ist tot
- 2002: Rudi Rastlos – Der Ball rollt für Ruanda (auch Buch, Regie, Produktion)
- 2004: Die Österreichische Methode
- 2004: Almost Heaven – Ein Cowgirl auf Jamaika
- 2004: Barfuss
- 2005: Klimt
- 2006: Die Anruferin
- 2007: 2er ohne
- 2007: Mein Freund aus Faro
- 2007: Die Dinge zwischen uns
- 2009: Ganz nah bei Dir
- 2009: Snowman’s Land
- 2009: Unter Dir die Stadt
- 2010: Über uns das All
- 2010: Eine Insel namens Udo
- 2010: Frohes Schaffen – Ein Film zur Senkung der Arbeitsmoral
- 2011: Fraktus (auch Co-Kamera)
- 2011: Scherbenpark
- 2011: Hans Dampf
- 2014: Er ist wieder da
- 2018: Meine teuflisch gute Freundin
- 2019: Gut gegen Nordwind
- 2020: Exil
- 2021: Catweazle
- 2023: Ein Fest fürs Leben
- 2024: Bad Director

#### Fernsehfilme
- 2000: Liebestod
- 2004: Stromberg (Serie, Episode „Der Geburtstag“)
- 2005: Neger, Neger, Schornsteinfeger!
- 2006: Doppelter Einsatz – Überdosis Warten
- 2006: Wilsberg – Miss-Wahl
- 2006: Bloch – Der Kinderfreund
- 2006: Nur ein kleines bisschen schwanger
- 2006: Der Staatsanwalt – Glückskinder
- 2007: Wilsberg – Royal Flush
- 2007: Marie Brand und die tödliche Gier
- 2007: Einsatz in Hamburg – Ein sauberer Mord
- 2008: Zwölf Winter
- 2010: Lutter – Rote Erde
- 2010: Ein Fall für zwei – Alles außer Liebe
- 2010: Schimanski – Schuld und Sühne
- 2010: Bloch – Der Heiland
- 2011: Hindenburg (Zweiteiler)
- 2011: Der letzte schöne Tag
- 2011: Das Leben ist nichts für Feiglinge
- 2014: Der Bulle und das Landei – Wo die Liebe hinfällt
- 2014: Tatort – Verbrannt
- 2015: Der Hodscha und die Piepenkötter
- 2016: Helen Dorn – Die falsche Zeugin
- 2017: Reichspark (Neo Magazin Royale)
- 2017: Hubert und Staller – Neapel hören und sterben?
- 2020: Unsere wunderbaren Jahre (3-teiliger Fernsehfilm)
- 2020: Tatort – Das fleißige Lieschen
- 2021: SOKO Hamburg: Unter Lehrern
- 2021: Ein Hauch von Amerika (6 Episoden – Mini-Serie)
- 2021: Merz gegen Merz (3 Episoden)
- 2025: Die Kinderschwindlerin (Fernsehfilm)

### Als Filmemacher (Autor, Regisseur, Produzent, Kamera)
- 1985: Der Kameramann (Co-Editor)
- 1990: Zwergenblut 2 (Co-Autor, Co-Regie, Produktion)
- 1991: Asphaltfritten (Co-Autor, Co-Regie, Produktion)
- 1992: Es gibt nichts zu bereuen – Die Filme des Helmut Waidling (Co-Autor, Co-Regie, Produktion)
- 1993: 2,3,4 (Co-Autor, Co-Regie, Produktion)
- 1994: Etwas ist Immer (Produzent, Produktionsleiter)
- 1995: MachMaHall (Co-Autor, Co-Regie, Produktion)
- 1997: Kölle isch kumme (Musikvideo, Buch, Regie, Produktion)
- 1997: Liebe ist Geschmacksache (Buch, Co-Produktion, Co-Regie)
- 1999: Ida Fuchs wird 95 (Doku, Buch, Regie, Produktion)
- 2002: Rudi Rastlos – Der Ball rollt für Ruanda (Buch, Regie, Produktion)
- 2004: Sorry (Buch, Regie, Produktion)
- 2006: Swim Low (Buch und Regie und Produktion)
- 2010: pause.rec (Buch, Regie, Produktion, Sound-Mix)
- 2011: Wolkenheime (Co-Autor)
- 2011: Fraktus (Co-Kamera)
- 2013: Adam & Omar (Co-Autor, Co-Regie und Co-Produktion)
- 2013: Storyteller (Co-Autor, Socialspot)
- 2013: Heimwärts mit … (Co-Autor, sechs Folgen)
- 2014: This is not a selfie (Buch, Regie, Produktion)
- 2014: Heaven & Earth (Buch, Regie, Produktion)
- 2014: People & Buildings (Buch, Regie, Produktion)
- 2015: Die Grenze der Liebe (Buch, Regie, Produktion, Musik)
- 2015: Plattenbau (Buch, Regie, Produktion, Soundmix)
- 2018: M Y O U R F A U L T (Buch, Regie, Animation, Produktion)